# Llista de Béns Culturals d'Interès Nacional del Pla d'Urgell
Llista de Béns Culturals d'Interès Nacional del Pla d'Urgell inscrits en el Registre de Béns Culturals d'Interès Nacional (BCIN) del Departament de Cultura de la Generalitat de Catalunya per a la comarca del Pla d'Urgell. Inclou els béns immobles més rellevants del patrimoni cultural que tenen la categoria de protecció de major rang com a unitat singular, conjunt, espai o zona amb valors culturals, històrics o tècnics.
L'any 2018, el Pla d'Urgell tenia 11 béns culturals d'interès nacional, tots ells en la categoria de monuments històrics. A continuació es mostren les últimes dades disponibles ordenades per municipis.

## Patrimoni arquitectònic
| Monument                            | Protecció    | Estil/època            | Localització                               | Coordenades                                          | Codi?         | Imatge |
| ----------------------------------- | ------------ | ---------------------- | ------------------------------------------ | ---------------------------------------------------- | ------------- | --- |
| Creu de terme de Bullidor           | BCIN 290-MH  | Renaixement XVI        | Barbens Pl. de l'Església                  | 41° 40′ 44″ N, 1° 01′ 06″ E / 41.679026°N,1.018348°E | IPA-317       | Creu de terme de Bullidor (Barbens) · Vegeu més fotos d'aquest monument · Carregueu una nova foto d'aquest monument             |
| Comanda de Barbens                  | BCIN 508-MH  | XVI-XVIII              | Barbens Pl. de l'Església                  | 41° 40′ 45″ N, 1° 01′ 07″ E / 41.679222°N,1.018558°E | RI-51-0006265 | Comanda de Barbens · Vegeu més fotos d'aquest monument · Carregueu una nova foto d'aquest monument                              |
| Castell i església del Bullidor     | BCIN 3999-MH | Obra popular XIV, XVI  | Barbens El Bullidor                        | 41° 41′ 29″ N, 1° 00′ 56″ E / 41.691431°N,1.015670°E | IPA-32532     | Castell i església del Bullidor (Barbens) · Vegeu més fotos d'aquest monument · Carregueu una nova foto d'aquest monument       |
| Torre del Telègraf                  | BCIN 529-MH  | XIX                    | Bell-lloc d'Urgell Enderrocada             | 41° 38′ 06″ N, 0° 46′ 24″ E / 41.634873°N,0.773308°E | RI-51-0006275 | Torre del Telègraf (Bell-lloc d'Urgell) · Vegeu més fotos d'aquest monument · Carregueu una nova foto d'aquest monument         |
| Creu de terme                       | BCIN 4400-MH | Gòtic, barroc XVII     | Bell-lloc d'Urgell Pl. de la Creu de Terme | 41° 37′ 53″ N, 0° 46′ 49″ E / 41.6315°N,0.78041°E    | IPA-14725     | Creu de terme (Bell-lloc d'Urgell) · Vegeu més fotos d'aquest monument · Carregueu una nova foto d'aquest monument              |
| Capitell de creu de terme           | BCIN 3933-MH | Gòtic XIV-XV           | Castellnou de Seana Pl. de l'Església      | 41° 38′ 55″ N, 0° 58′ 13″ E / 41.648521°N,0.970190°E | IPA-14741     | Capitell de creu de terme (Castellnou de Seana) · Vegeu més fotos d'aquest monument · Carregueu una nova foto d'aquest monument |
| Peu i capitell de creu de terme     | BCIN 3934-MH | Renaixement XVI        | Castellnou de Seana                        | 41° 38′ 55″ N, 0° 58′ 13″ E / 41.648547°N,0.970272°E | IPA-14740     | Carregueu una nova foto d'aquest monument                                                                                       |
| Castell de Montsuar                 | BCIN 949-MH  |                        | Ivars d'Urgell                             | 41° 41′ 49″ N, 0° 58′ 43″ E / 41.697030°N,0.978686°E | RI-51-0006360 | Castell de Montsuar (Ivars d'Urgell) · Vegeu més fotos d'aquest monument · Carregueu una nova foto d'aquest monument            |
| Castell de Linyola, Casa de la Vila | BCIN 1195-MH | Renaixement XVI (1577) | Linyola                                    | 41° 42′ 37″ N, 0° 54′ 16″ E / 41.710264°N,0.904379°E | RI-51-0006367 | Castell de Linyola · Vegeu més fotos d'aquest monument · Carregueu una nova foto d'aquest monument                              |
| Cal Castell                         | BCIN 1273-MH | XVIII                  | El Poal C. Major                           | 41° 40′ 43″ N, 0° 51′ 18″ E / 41.678635°N,0.855045°E | RI-51-0006437 | Cal Castell (el Poal) · Vegeu més fotos d'aquest monument · Carregueu una nova foto d'aquest monument                           |
| Castell de Torregrossa              | BCIN 1650-MH | XVI                    | Torregrossa C. Major                       | 41° 34′ 53″ N, 0° 49′ 56″ E / 41.581488°N,0.832243°E | RI-51-0006521 | Castell de Torregrossa · Vegeu més fotos d'aquest monument · Carregueu una nova foto d'aquest monument                          |